# Dán India

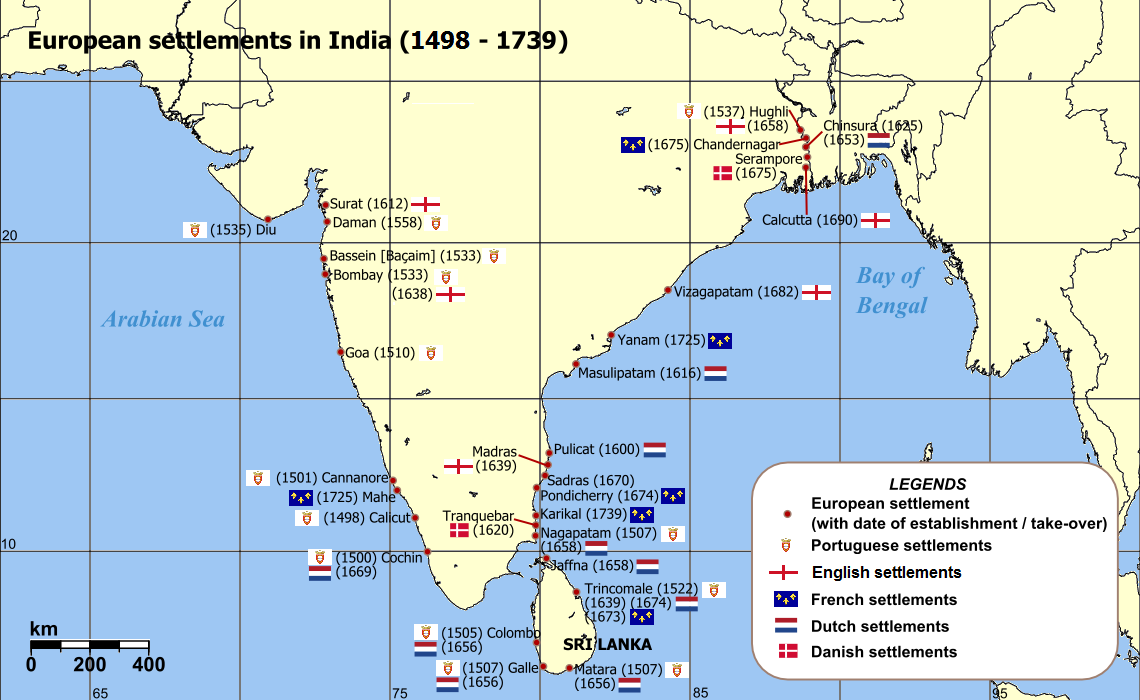
Dán és más európai települések Indiában, 1501-1739.

Dán India Dánia korábbi gyarmatait jelöli Indiában. 
Közéjük tartozott Tranquebar városa a mai Tamil Nadu államban, Szirampur a mai Nyugat-Bengálban, és a Nikobár-szigetek (ma az Andamán- és Nikobár-szigetek része, amely India szövetségi területe). 

## Történetük
Az indiai kolóniákat a Dán Kelet-indiai Társaság alapította, amely a 17. századtól a 19. századig működött. A gyarmati központ Fort Dansborg volt, amelyet 1620-ban alapítottak Tranquebarnál, a Coromandel-parton.
A dánok számos kereskedelmi lerakatot létesítettek, amelyeket Tranquebarból kormányoztak:
- 1696 – 1722  Oddeway Torre a Malabár-parton
- 1698 – 1714  Dannemarksnagore Gondalparánál, délkelet-Chandernagore
- 1752 – 1791  Calicut
- 1755 októbere – Frederiksnagore Szirampurnál, a mai Nyugat-Bengálban
- 1754/1756 – Nikobár-szigetek, Frederiksøerne név alatt
- 1763 Balasore (ezt már 1636-1643 között megszállták)

1779-ben a Társaság a dán kormánynak adta át a területeket és dán koronagyarmat lett belőlük.
1789-ben az Andamán-szigetek a Brit Birodalom része lett. A napóleoni háborúk idején az Egyesült Királyság támadásokat intézett a dán hajók ellen és tönkretette a Dán Kelet-indiai Társaság kereskedelmi tevékenységét. 1801 májusa és 1802 augusztusa, illetve 1802 augusztusa és 1815 szeptembere közt a britek Dansborgot és Frederiksnagorét is elfoglalták.
A dán gyarmatok hanyatlásnak indultak és végül fokozatosan brit kézbe kerülve Brit India részeivé váltak. Seramporét 1839-ben eladták a briteknek, 1845-ben Tranquebart és más kisebb településeket, 1869. október 16-án pedig a Nikobár-szigetek megmaradt jogait is. 